# パウル・ノイマン
パウル・ノイマン（Paul Neumann 1875年6月13日 - 1932年2月9日）は、オーストリア帝国の競泳選手。
1896年のアテネオリンピックの500m自由形で8分12秒6のタイムで優勝、金メダルを獲得した。この大会では500m自由形を棄権したハンガリーのハヨシュ・アルフレッドが100m、1200mで金メダルを獲得した。ノイマンは500mに出場したため1200mを完泳できなかった。
1897年には2マイル、3マイル、4マイル、5マイルでの世界記録を作った。